# Рукіє-султан
Рукіє Султан — донька Мурада IV, одна з восьми його доньок, які досягли зрілості.
Народилась близько 1634 року у сім'ї Мурада IV і Санавбер Султан. Багато дослідників (в тому числі Чагатай Улучай, Леслі Пірс, Алдерсон) називають її матір'ю іншу фаворитку Мурада — Айше Султан. Після смерті батька, як і її сестри та фаворитки батька, опинилась в Старому палаці.
Алдерсон вказує датою її смерті дуже пізній рік — 1716. У «Реєстрі Османів» значиться, що в 1663 році вона вийшла заміж за візира Дівригі Шейтан / Мелек Ібрагіма Пашу. Пара побудувала собі новий прибережний палац, зрівнявши з землею яли Валіде Сафіє Султан в Ортакей Дефтердарбурну, переданий у власність Рукіе Султан. Ібрагім Паша також реставрував мечеть Дефтербарбурну. (Цей відомий палац-яли в Епоху тюльпанів реставрувала Фатіма Султан і Невшехірлі Дамад Ібрагім Паша — вона називали особняк «Нешетабад» — а потім ще раз Меллінг для Хатідже Султан).
Від Ірагіма Паші, страченого в 1685 році, Рукіе Султан народила двох дочок: Айше (померла в 1717 році) і Фатіму (померла в 1727 році).
Ч. Улучай в роботі «Жінки і дочки падишахів» посилаючись на реєстр Османів пише, що Рукіе Султан в 1693/4 році вийшла заміж за Гюрджієв Мехмеда Пашу, проте Г. Орансай в роботі «Османогуллари» цього шлюбу не згадує. Її дочка Фатіма Ханим-султан в 1699 році вийшла заміж за Бийикли Мехмеда Пашу (дата сметрі 1701 рік).
У борговій книзі, складеній на початку місяця Шабан 1107 року по Хіджрі (березень 1696), значиться: «Покійна Рукіе Султан, дочка покійного Мурад Хана, померла в Ейюбі», в спадкових книгах після підрахунків було визначено, що вона залишила значні борги, для їх сплати з її спадщини були обрані цінні речі і перенесені в казну. Похована в тюрбе, находяшаяся на території мечеті Шехзаде.